# Рошковиці (Любуське воєводство)
Рошковиці (пол. Roszkowice, нім. Raumerswalde) — село в Польщі, у гміні Боґданець Ґожовського повіту Любуського воєводства.
Населення — 40 осіб (2011).

## Демографія
Демографічна структура станом на 31 березня 2011 року:
|          | Загалом | Допрацездатний вік | Працездатний вік | Постпрацездатний вік |
| -------- | ------- | ------------------ | ---------------- | -------------------- |
| Чоловіки | 17      | 2                  | 12               | 3                    |
| Жінки    | 23      | 3                  | 11               | 9                    |
| Разом    | 40      | 5                  | 23               | 12                   |